# 다리오금
다리오금(popliteal fossa, 때때로 hough, kneepit) 또는 슬와(膝窩)는 무릎 관절 뒤쪽에 위치한 얕게 움푹 들어간 오목이다. 다리오금의 뼈는 넙다리뼈와 정강뼈이다. 다른 큰 관절(서혜부, 겨드랑이, 팔오금, 목의 앞쪽 부분)의 굽히는 쪽 표면과 마찬가지로 혈관과 신경이 상대적으로 얕게 통과하는 영역이며 림프절 수가 많다.

## 구조

### 경계
다리오금의 경계는 다음과 같다.
|        | 안쪽                | 가쪽                             |
| ------ | ------------------- | -------------------------------- |
| 위쪽   | 반막근, 반힘줄근    | 넙다리두갈래근                   |
| 아래쪽 | 장딴지근의 안쪽갈래 | 장딴지근의 가쪽갈래와 장딴지빗근 |

### 지붕
다리오금을 덮고 있는 지붕은 얕은 구조물부터 나열했을 때 다음과 같다.
1. 피부.[1]
2. 얕은 근막.[1] 이 부분은 작은두렁정맥, 뒤넙다리피부신경의 종말가지, 안쪽넙다리피부신경의 뒤갈래, 가쪽장딴지피부신경, 안쪽장딴지피부신경을 포함하고 있다.[1]
3. 오금 근막.[1][2]

### 바닥
다리오금 깊은쪽의 바닥은 다음 구조물들에 의해 형성된다.
1. 넙다리뼈의 오금쪽 표면.[2]
2. 무릎 관절의 주머니와 빗오금인대.[2]
3. 오금근을 덮고 있는 강한 근막.[2]

### 내용물
다리오금 내의 구조물에는 다음과 같은 것들이 있다. 얕은 구조물부터 나열했다.
- 정강신경
- 온종아리신경[3]
- 오금정맥
- 넙다리동맥이 연속된 오금동맥
- 작은두렁정맥의 끝나는 지점[3]
- 오금림프절과 혈관[3]

온종아리신경은 다리오금의 위각에서 시작된다.

## 추가 이미지

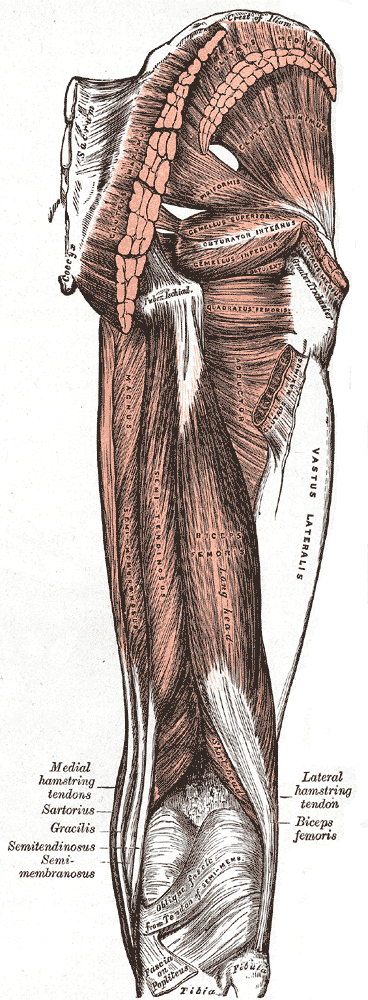
볼기와 넙다리 뒤쪽의 근육.
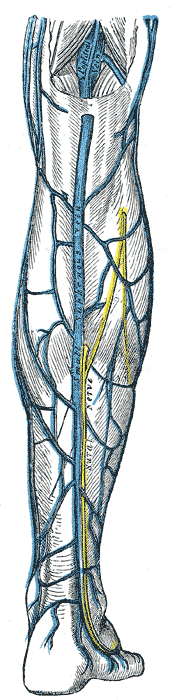
작은두렁정맥과 그 지류.
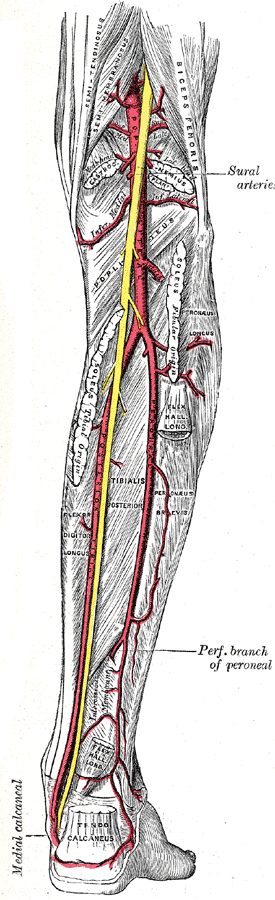
오금동맥, 뒤정강동맥, 종아리동맥.
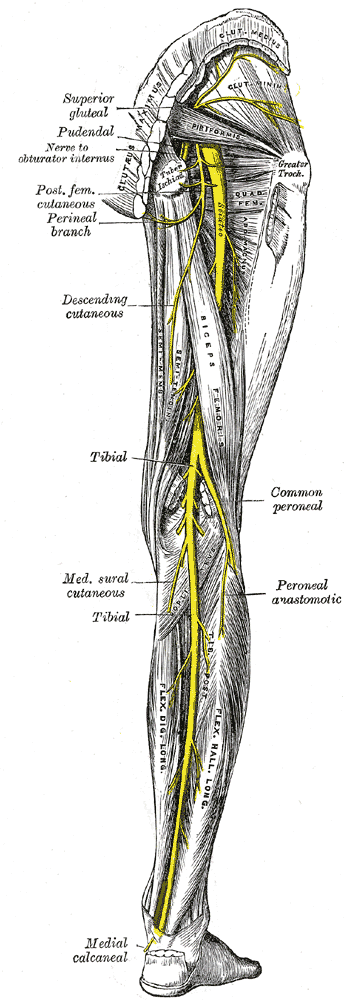
오른쪽 하지의 신경을 뒤에서 본 그림.
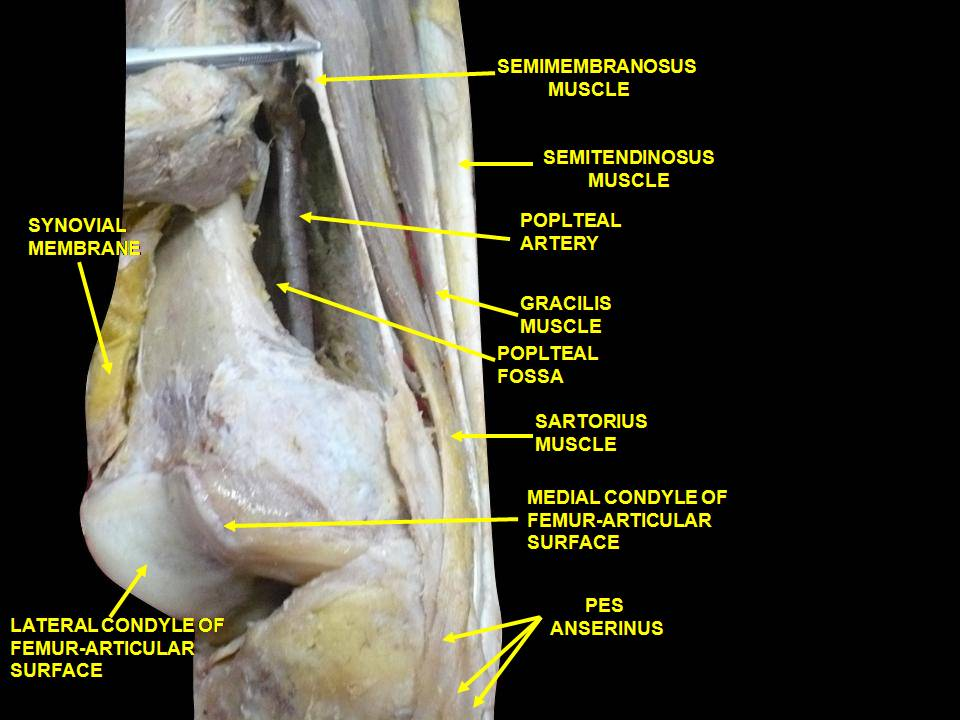
가쪽에서 본 넓적다리의 근육.

## 같이 보기
- 햄스트링
- 오금
- 팔오금
- 무릎